# Euphyllia grandiseptata
Espèce
Statut CITES
Euphyllia grandiseptata est une espèce de coraux appartenant à la famille des Euphylliidae.